# (467301) 2016 EO199
(467301) 2016 EO199 es un asteroide perteneciente al cinturón de asteroides, descubierto el 11 de abril de 2003 por el equipo Spacewatch desde el Observatorio Nacional de Kitt Peak (Arizona, Estados Unidos).